# Языки Италии
В Италии наряду с итальянским языком и его областными разновидностями распространены также другие идиомы — ряд романских диалектов, рассматриваемых как отдельные языки, а также языки меньшинств, не относящиеся к романской группе. При этом название «итальянские диалекты» относится к идиомам, некоторые из которых даже не относятся к итало-романской группе.
Классификация приводится в основном по [Челышева 2001], см. также [Maiden & Parry 1995].

## Романская группа

### Диалекты итальянского языка

#### Северные
К северным итальянским диалектам традиционно относят идиомы, распространённые севернее линии Ла-Специя — Римини. По своему строю и особенностям исторического развития они близки галло-романским языкам и часто называются галло-итальянскими. Многие из этих диалектов часто рассматриваются как отдельные языки.
- Ломбардский язык (западно- и восточноломбардский)
- Пьемонтские
- Венетские
  - Венецианский диалект (занимает в этой группе особое место; на нём писал, в частности, Карло Гольдони)
- Эмилиано-романьольские (иногда рассматриваются отдельно)
  - Диалект Болоньи (bulgnais)
- Лигурийские

#### Центральные
Центральные диалекты расположены между линией Ла-Специя—Римини и несколько более размытым пучком изоглосс, известным как линия Рим-Анкона.
- Тосканские (на основе которых создан литературный итальянский язык)
  - Особое место здесь занимает говор Флоренции

#### Южные

##### Южно-центральные
И. И. Челышева делит эту зону на две подзоны:
- Северо-западная подзона (север Умбрии, включая Перуджу, центр Марке, северо-запад Лацио), подвергшаяся значительному тосканскому и романьольскому влиянию);
- Юго-восточная подзона, представляющая собственно «центральный» тип.
  - Пиценские говоры (центр Марке)
  - Сабинские говоры (чиколано-реатино-аквиланские) (Риети)
  - Римский диалект, или романеско, подвергшийся значительному влиянию тосканских диалектов и литературного языка

##### Собственно южные
- Диалекты Абруццо (делятся на восточные и западные)
- Диалекты Молизе
- Кампанские
  - Неаполитанский диалект
- Апулийские
- Луканские
  - Северо-западный луканский
  - Северо-восточный луканский
  - Центральный луканский
  - Северо-калабрийский
  - Зона Лаусберга (группа архаичных диалектов, близкая сардинскому языку)

#### Диалекты Крайнего Юга
- Салентинские
- Южнокалабрийские
- Сицилийские
  - Западные
  - Центральные
  - Восточные
  - Диалекты островов Устика, Пантеллерия и пр.

### Другие романские языки

#### Ретороманские языки
Вопрос о выделении этой группы спорен. Разные ученые относят эти идиомы к итало-романским либо галло-романским зонам либо выделяют для них подгруппу в рамках романской группы. Существует также мнение, что они не создают обособленного единства, но лишь сохраняют ряд архаичных черт, что часто свойственно периферийным диалектам.
- Фриульский язык
- Ладинский язык (множество диалектов)

#### Галло-романские языки
- Французский язык (в Аостской долине)
- Франкопровансальский язык (в Аостской долине и в некоторых долинах Пьемонта)
- Окситанский язык

#### Иберо-романские языки
- Каталанский язык (в городе Альгеро на Сардинии)

#### Другие романские языки
- Сардинский язык
  - Центральные диалекты
    - Нуорские
    - Логудорские

  - Южные диалекты
    - Кампиданские

  - Северные диалекты (по другой классификации относятся к корсиканскому языку)
    - Сассарские
    - Галлурские
- Еврейско-итальянский язык

## Другие индоевропейские языки

### Германские языки
- Немецкий язык (в Южном Тироле, провинция Альто-Адидже)
- Южнотирольский диалект (в Южном Тироле, провинция Альто-Адидже)
- Цимбрский язык

### Славянские языки
В Италии распространён ряд славянских диалектов. Существуют попытки их культивации как литературных микроязыков.
- Резьянский микроязык (долина Резия, область Фриули)
- Молизско-хорватский микроязык (область Молизе)

### Другие языки
- Грико (итало-румейский язык) — идиом, являющийся продолжением древних диалектов Великой Греции, относящихся к дорийской ветви древнегреческого языка.
  - Салентинский диалект
  - Калабрийский диалект
- Албанский язык (арберешский диалект)